# Industri-matematik
Industri-Matematik International (IMI) var ett av de första svenska affärssystemföretagen grundat 1967 av Martin Leimdörfer. Efter en period som konsultföretag inom logistik påbörjades utveckling av det första affärssystemet som släpptes 1984 och kallades System ESS (Enterprise Strategic Solution).
Fram till 1991 var IMI noterat på Stockholmsbörsen då man köptes ut av investmentbolaget Warburg Pincus Ventures. Under 1990-talet genomfördes en stor satsning på utveckling av System ESS och fokus riktades mot USA som kom att bli IMI:s viktigaste marknad. 1993 fick IMI sin första amerikanska kund då Bristol-Myers Squibb driftsatte System ESS. 1996 skedde en ny börsintroduktion, denna gång på amerikanska Nasdaq, där IMI-aktien gick under symbolen IMIC.
IMI hade i slutet på 1990-talet en global omsättning på omkring 60 miljoner USD med över 400 anställda och hade sitt huvudkontor i Stockholm med landskontor i Australien, Frankrike, Tyskland, Nederländerna, Storbritannien, Finland och USA. 1997 hade fler än 175 installationer av IMI:s system genomförts över hela världen.
1997 köpte IMI Hässleholmsföretaget Ceratina och integrerade Ceratinas lagerhanteringssystem kallat Open Warehouse med System ESS. 1999 köpte IMI CRM-företaget Abalon från dess tidigare ägare, det amerikanska företaget Astea, för att ytterligare bredda produktutbudet. 2002 genomfördes på grund av problem med lönsamhet en rekonstruktion där antalet anställda minskades med 20% (från 435 till 345). 2003 blev IMI uppköpt av CDC Software och är sedan 2012 en del av Aptean med huvudsäte i Atlanta.

## Produkter

### System ESS (senare Vivaldi och IMI Supply Chain)
IMI var en av de främsta nischaktörerna inom affärssystem. System ESS är utvecklat för att styra ett företags logistik och är specialuppbyggt för att optimera kedjan order-betalning. IMI samarbetade med Oracle där Industri-Matematiks orderhanteringssystem var ryggraden i samarbetet. IMI:s lösningar attraherade framförallt större tillverkare, distributörer, grossister och återförsäljare med ett stort varuflöde.